# Stipax triangulifer
Stipax triangulifer là một loài nhện trong họ Sparassidae. Chúng thuộc chi đơn loài Stipax, được Eugène Simon miêu tả năm 1898.